# Exército Italiano
O Exército Italiano (em italiano: Esercito Italiano) é a força de defesa terrestre das Forças armadas da Itália. Em 29 de julho de 2004 se tornou uma força profissional voluntária dos 293.000 soldados ativos. As sedes do Estado-Maior do Exército estão em Roma e em outras  regiões importantes de defesa militar como o norte em Milão, turim e também no sul como Nápoles, Palermo e em Bari.

## Galeria

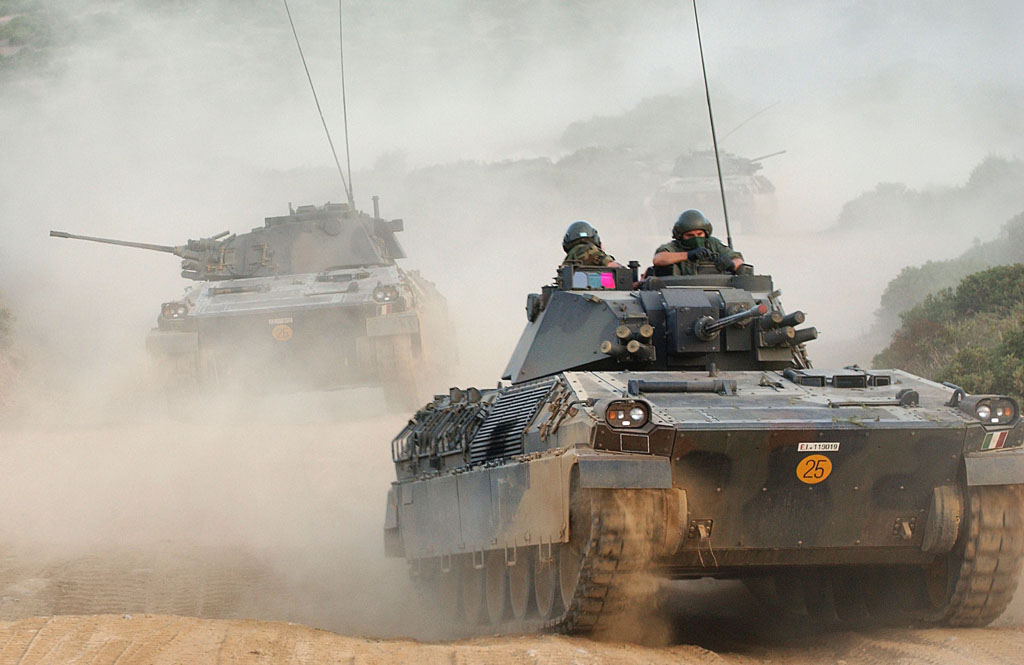
Blindados Dardo  italianos no Iraque.
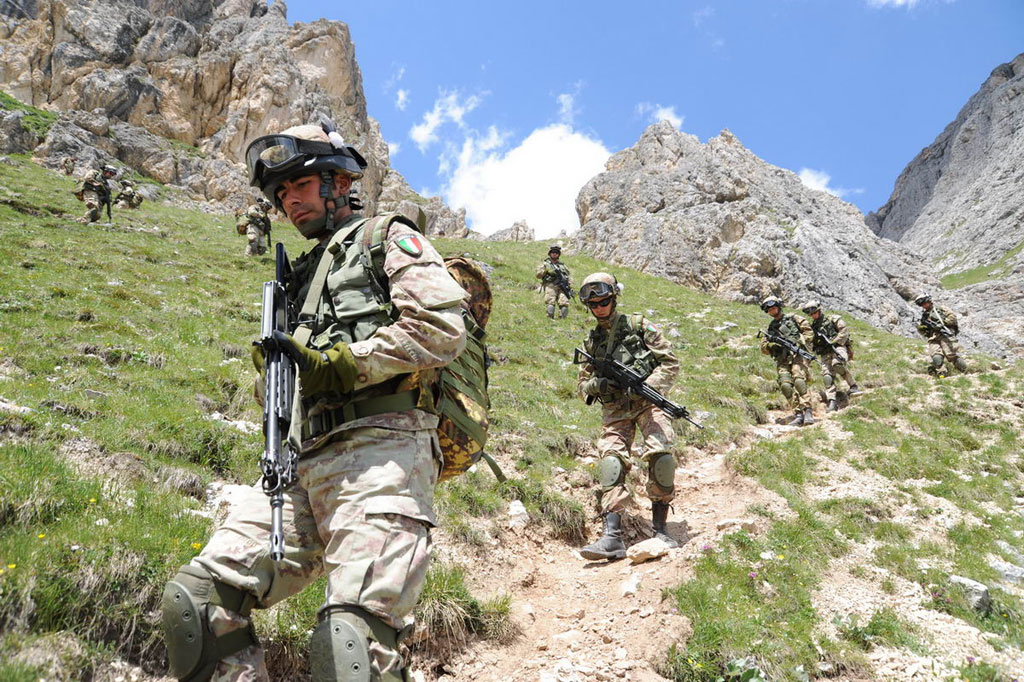
Militares italianos no Afeganistão.
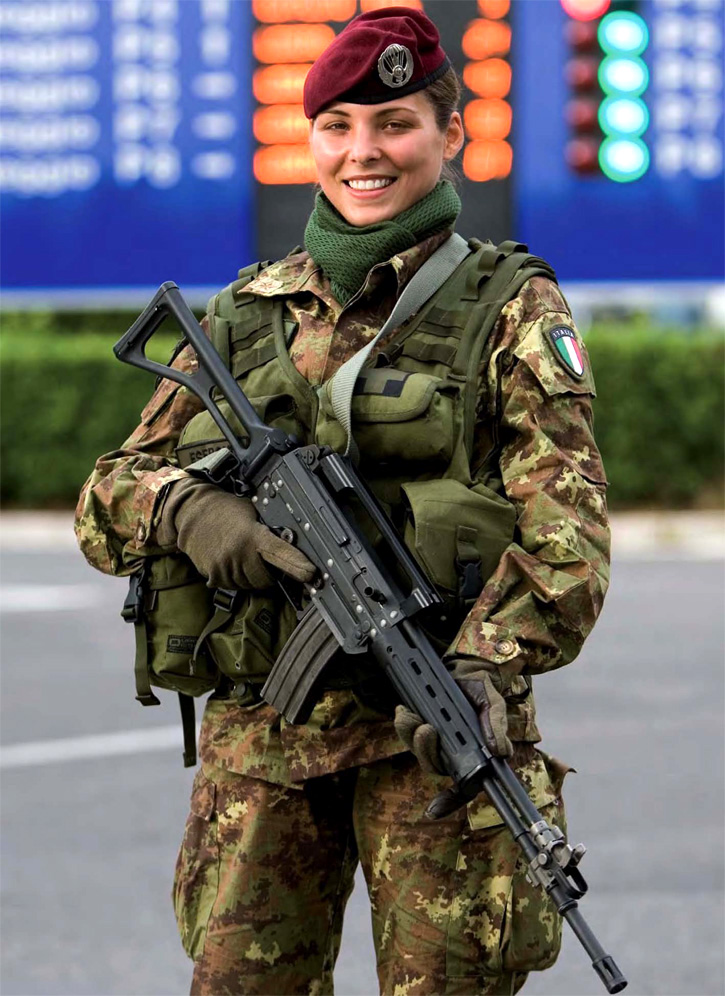
Uma soldado italiana do regimento paraquedista.
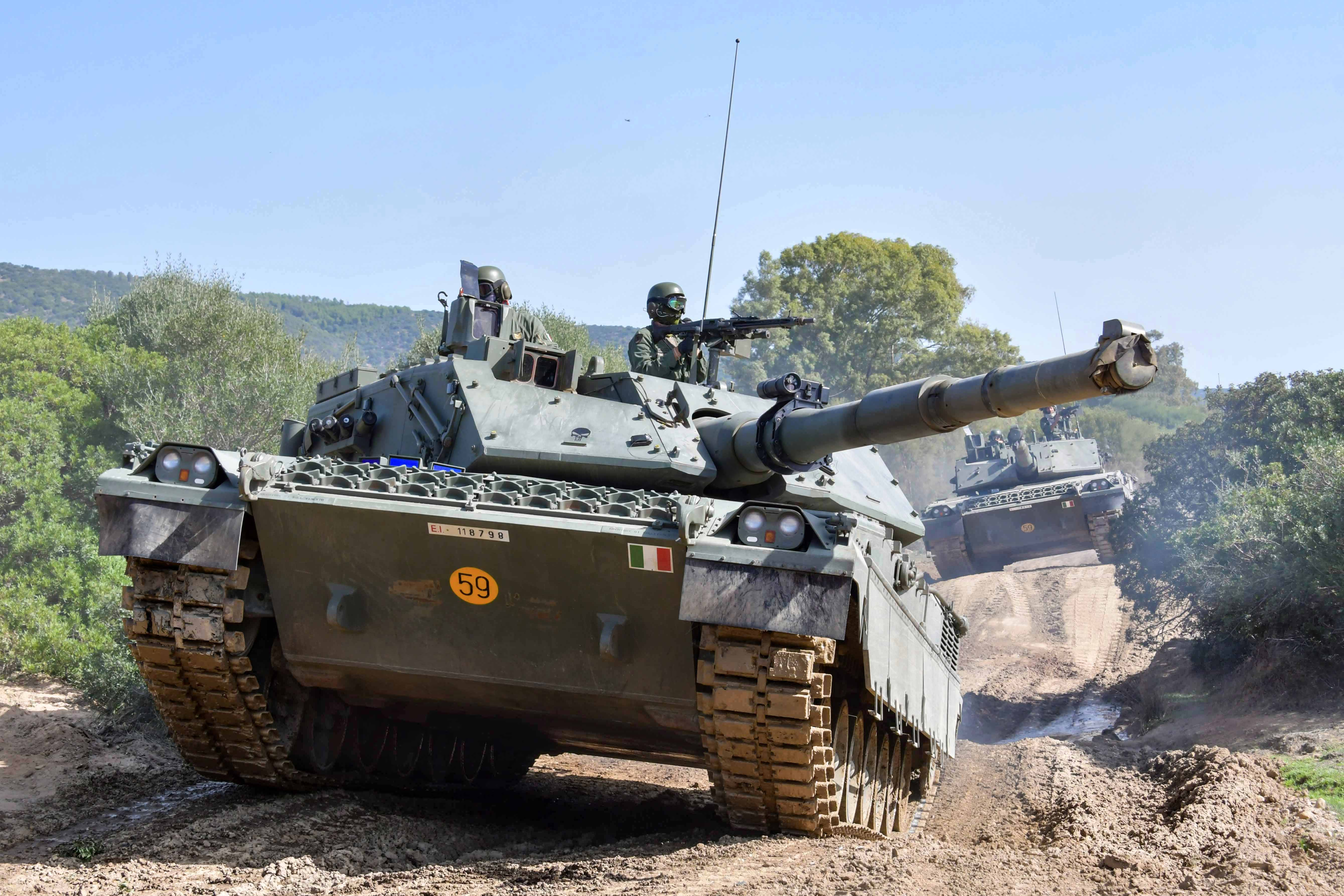
Um tanque Ariete, da Itália.